# Sălcuța, Dâmbovița
Sălcuța (în trecut, Cornetu) este un sat ce aparține orașului Titu din județul Dâmbovița, Muntenia, România.
La sfârșitul secolului al XIX-lea, satul purta numele de Cornetu și era reședința comunei Cornetu din plasa  Bolintinu a județului Dâmbovița. Comuna era formată din satele Cornetu și Boteni, având 1854 de locuitori. Aici funcționau o moară de aburi, una de apă pe Dâmbovița, o fabrică de făină și griș, una de spirt (toate în satul Boteni), plus două biserici și o școală.
În 1925, Anuarul Socec consemnează comuna Sălcuța, având în compunere aceleași sate, Cornetu-Sălcuța și Boteni, cu 2112 locuitori.
În 1950, județele au fost desființate, iar comuna Sălcuța a trecut inițial la raionul Răcari din regiunea București, și apoi, în 1952, la raionul Titu din aceeași regiune. În 1968, comuna a fost desființată și inclusă în comuna Titu, care a fost declarată oraș.